# Centroplacaceae
Centroplacaceae — семейство цветковых растений порядка мальпигиецветные, признаваемое системой APG III.
По информации базы данных The Plant List (на июль 2016) семейство включает 2 рода и 8 видов/. Angiosperm Phylogeny Group (APG) выделяет это семейство на основании предшествующего филогенетического анализа. Два рода семейства образовали обособленную кладу, и, таким образом, выделение семейства было обоснованным.
- Bhesa — раньше относили к семейству бересклетовые
- Centroplacus — раньше относили к семейству молочайные